# Blitta
Blitta è una città del Togo, capoluogo della prefettura omonima, nella Regione Centrale con 9 735 abitanti al censimento 2010. La città è collegata alla capitale Lomé dalla ferrovia.